# Paraguarí
Paraguarí es una ciudad de Paraguay, capital del departamento homónimo. Se ubica a 66 km de Asunción, conectada por la Ruta PY01.

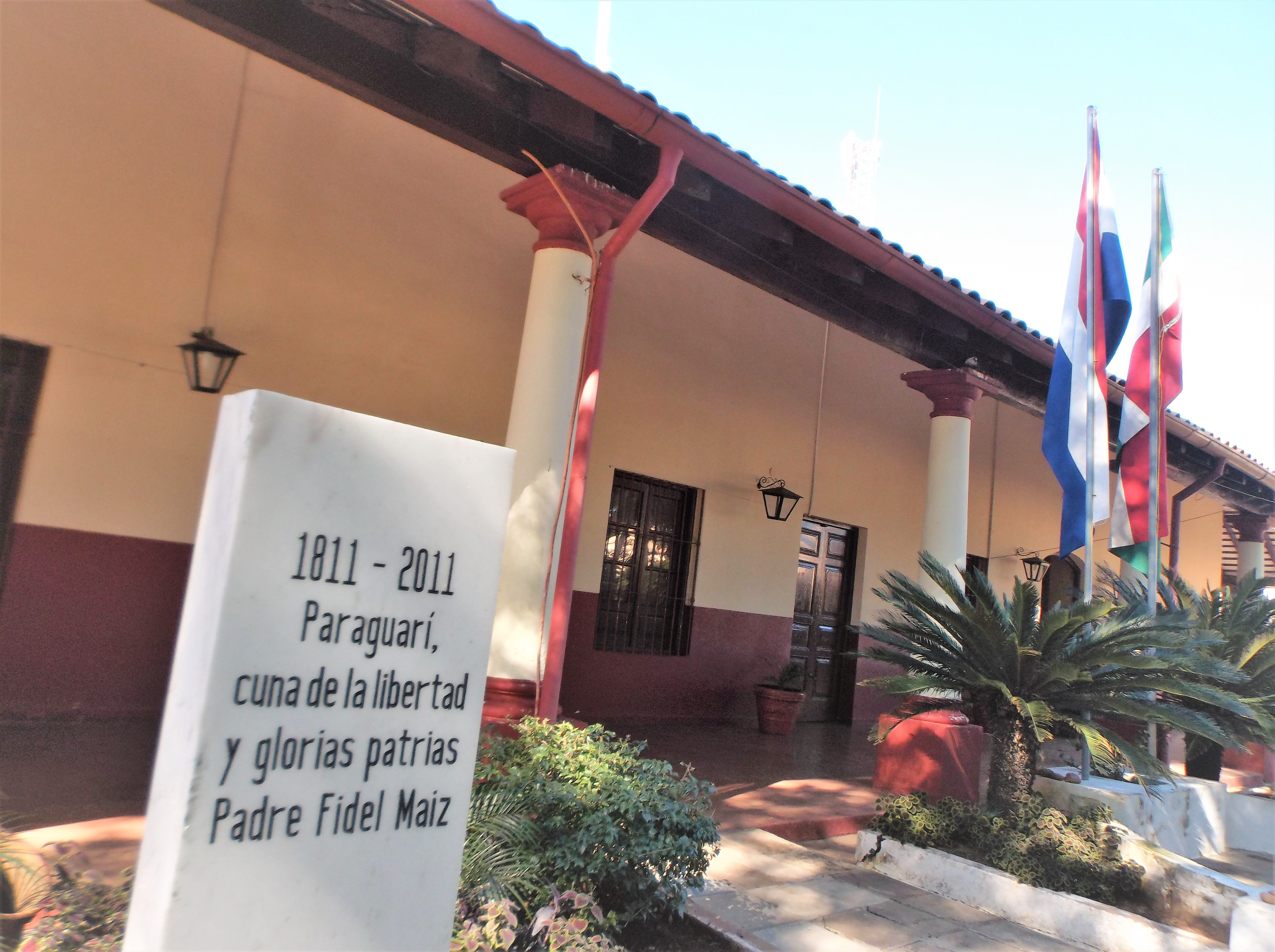
Gobernación de Paraguarí, donde se reconoce a la ciudad como "Cuna de la Independencia".

## Toponimia
Paraguarí es llamada "Cuna de la Independencia Nacional", ya que en el combate de Cerro Mba'e, del 19 de enero de 1811, las tropas paraguayas al mando del gobernador español Bernardo de Velasco y los paraguayos Yegros y Cabañas derrotaron al ejército de la junta de Buenos Aires al mando del coronel (luego general) Manuel Belgrano. Esa acción fue uno de los factores que permitió al Paraguay separarse de la influencia de esa junta lo que más tarde desembocaría en la Independencia del Paraguay.
Fue fundada en 1775 sobre una colina, por Agustín Fernando de Pinedo, tiempo después de la expulsión de los jesuitas del Paraguay. El 18 de agosto de 1960 se constituye en Distrito.

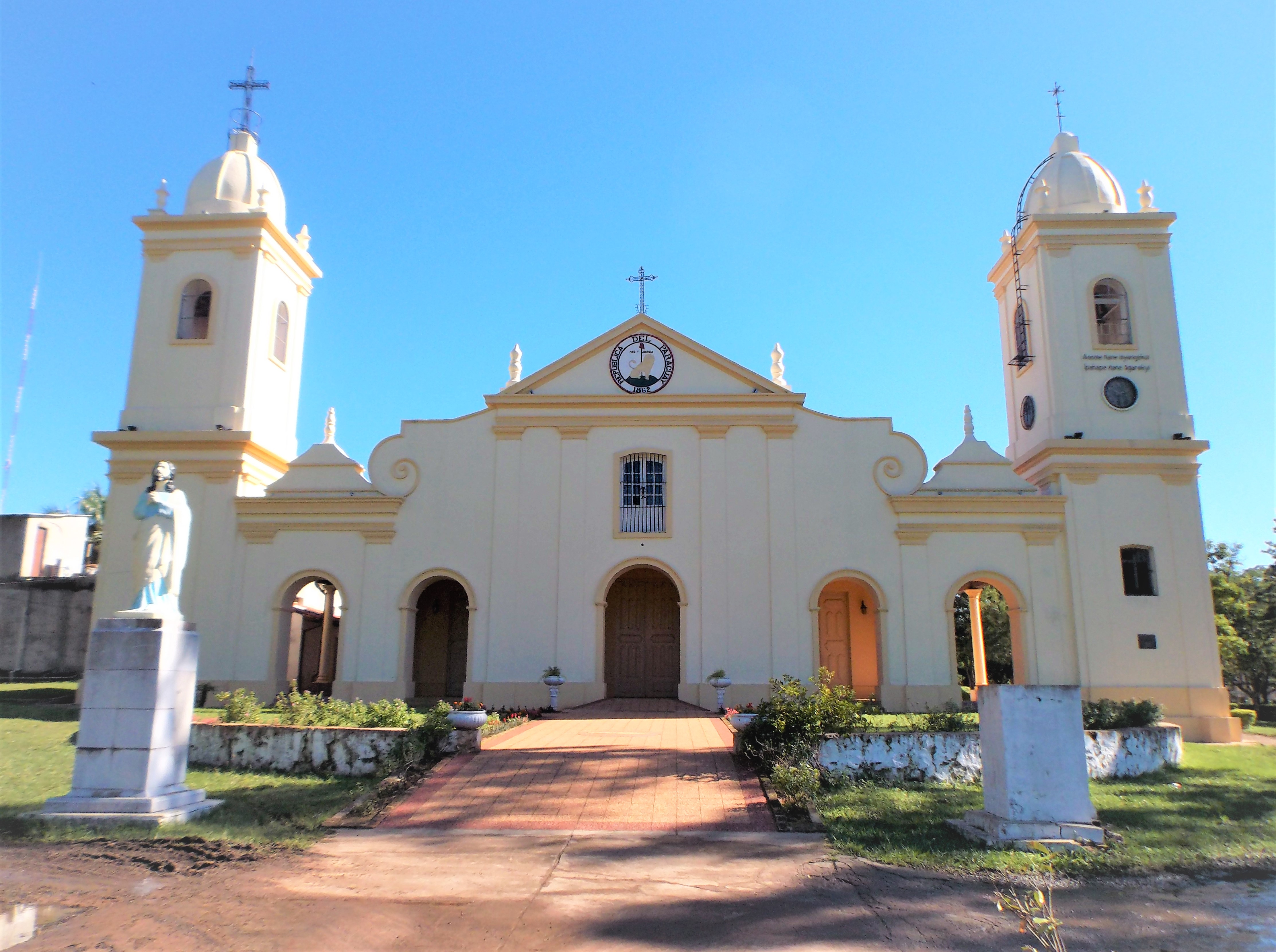
Catedral de Santo Tomás Apóstol (Paraguarí).

## Historia
Fundada por Agustín Fernando de Pinedo por orden de Carlos III, Rey de España, luego de la expulsión de los jesuitas, se apoderó de sus bienes: las estancias de Paraguarí “Tavapy” y “Campo Grande”.
En Paraguarí se instalaron numerosos españoles, oriundos de Burgos y Andalucía, a quienes les gustaba la corrida de toros, por lo que la ciudad es conocida como “cuna de toreros”.
La Compañía de Jesús en el siglo XVII se estableció en Paraguarí en una gran estancia que se mantuvo hasta la expulsión por el Rey Carlos III.

## Geografía

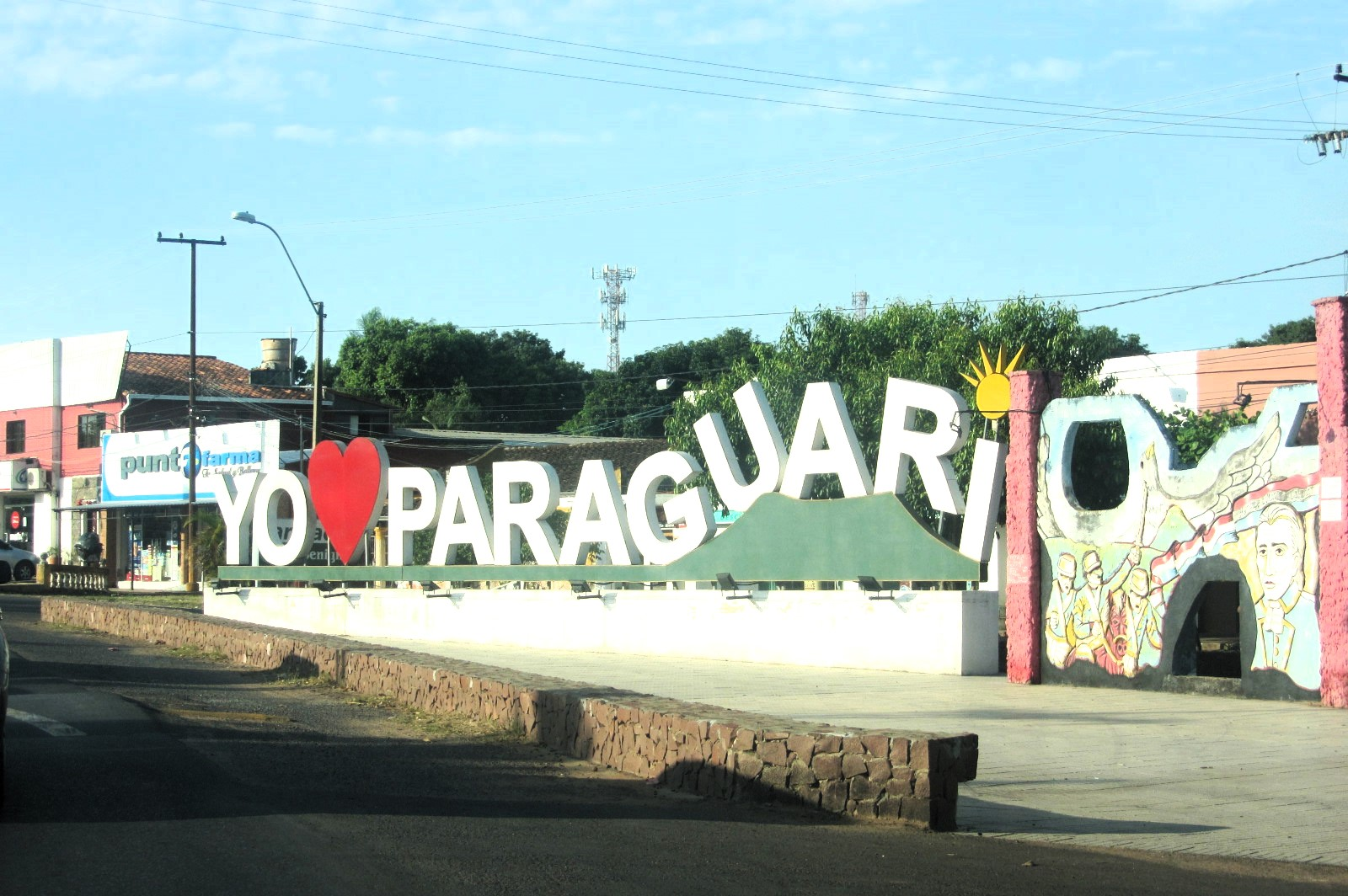
Acceso a Paraguarí por la Ruta PY01.

La ciudad de Paraguarí está situada a 66 km de la ciudad de Asunción, bordeada hacia el norte por la serranía de la Cordillera de los Altos y hacia el sur por una extensa sabana. Está rodeada por los cerros Santo Tomás, Cerro Peró (Cerro Pelado), Cerro Hü (Cerro Negro) y el Cerro Mba'e (Porteño).
Limita al norte con Pirayú; al este con Escobar, al sur con Sapucaí, Acahay y Carapeguá; al oeste con Yaguarón.
La temperatura media es de 21 °C, la máxima en verano 43 °C y la mínima en invierno, 2 °C.

## Demografía
Paraguarí tiene un total de 20 678 habitantes según datos oficiales del censo paraguayo de 2022.

## Barrios

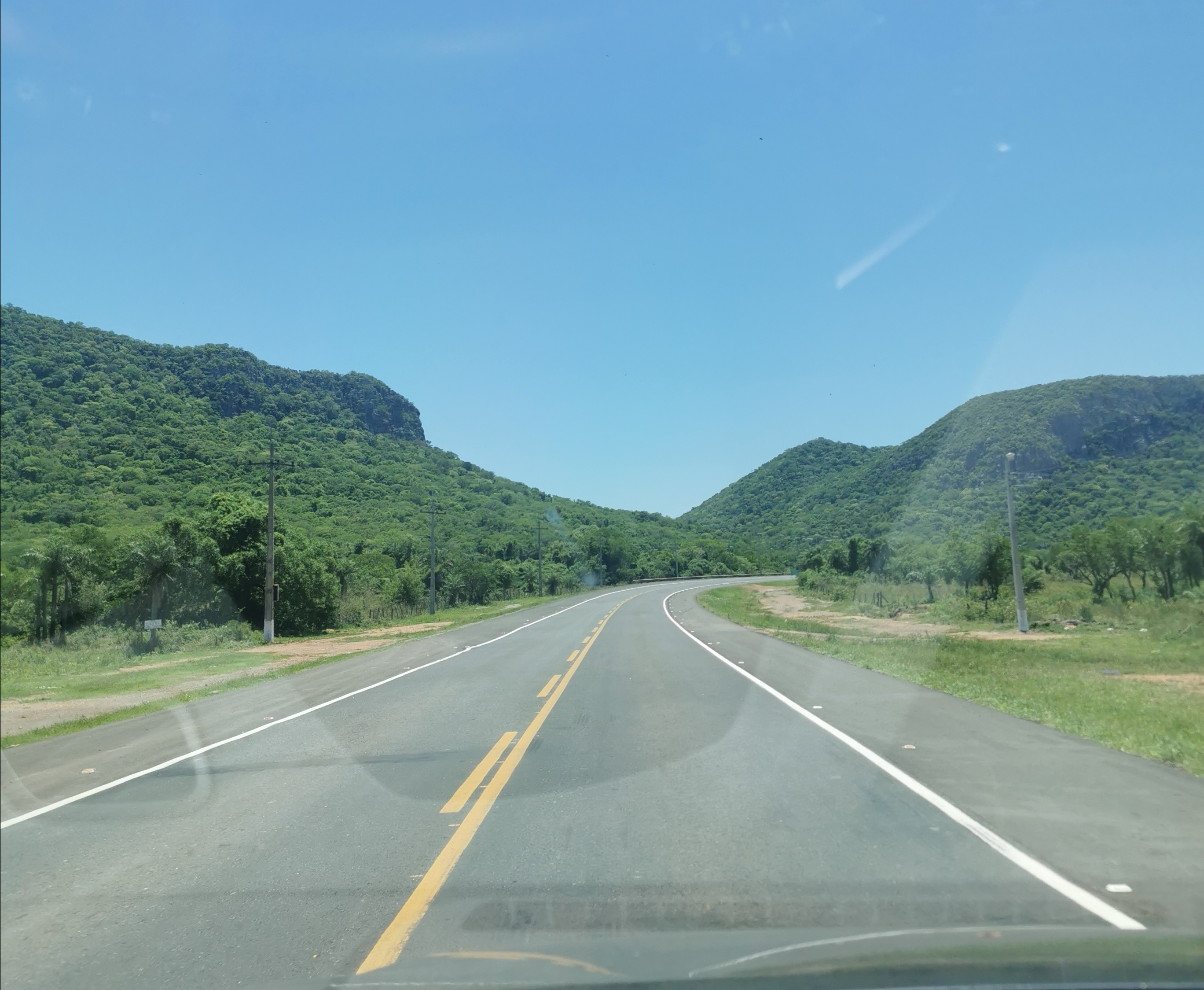
Ruta PY10 pasando cerca de la ciudad de Paraguarí.

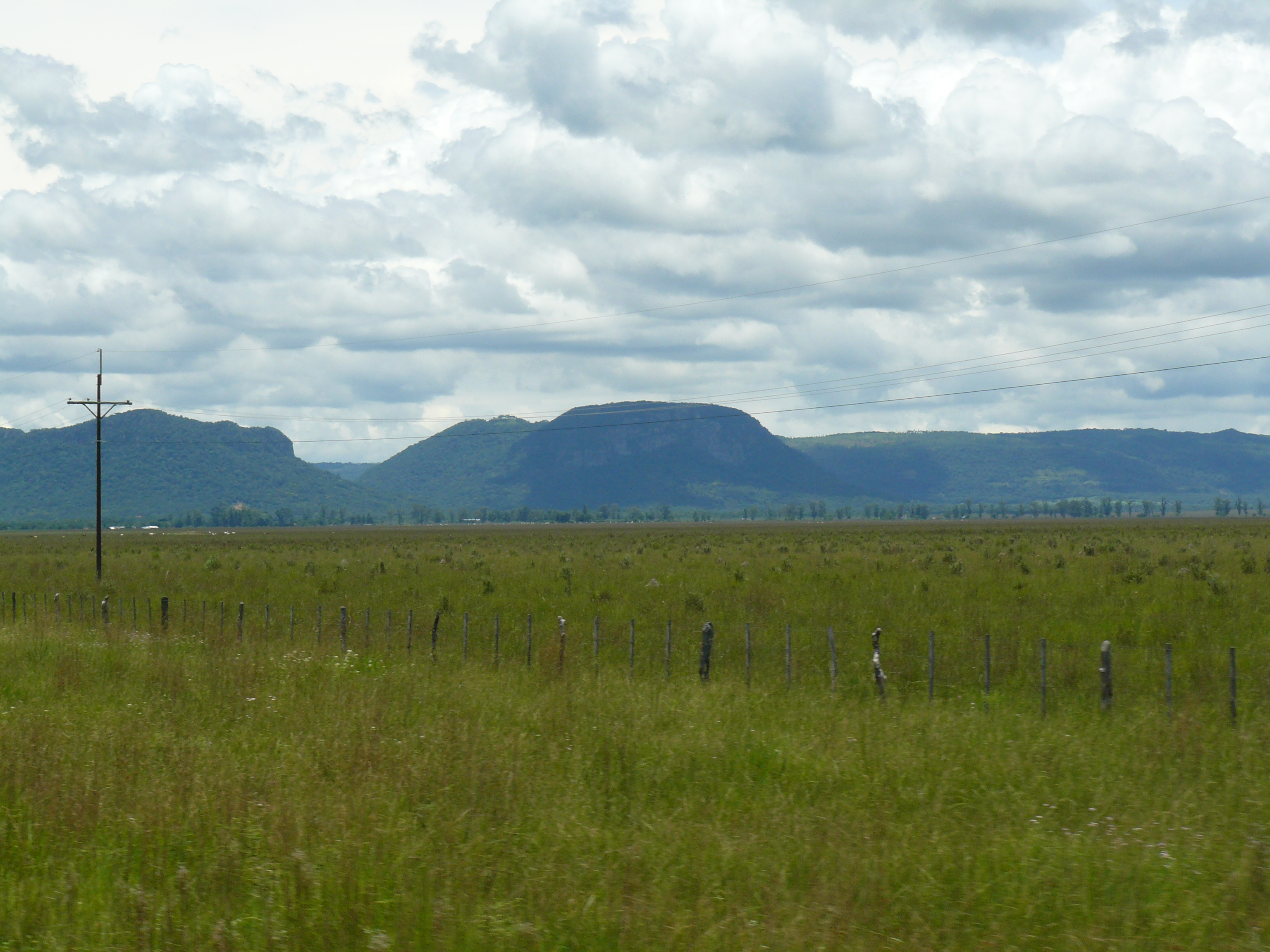
Paisaje de Paraguarí.

Paraguarí se divide en un total de 36 barrios, de los cuales 25 se encuentran en la zona urbana y 11 en la zona rural.

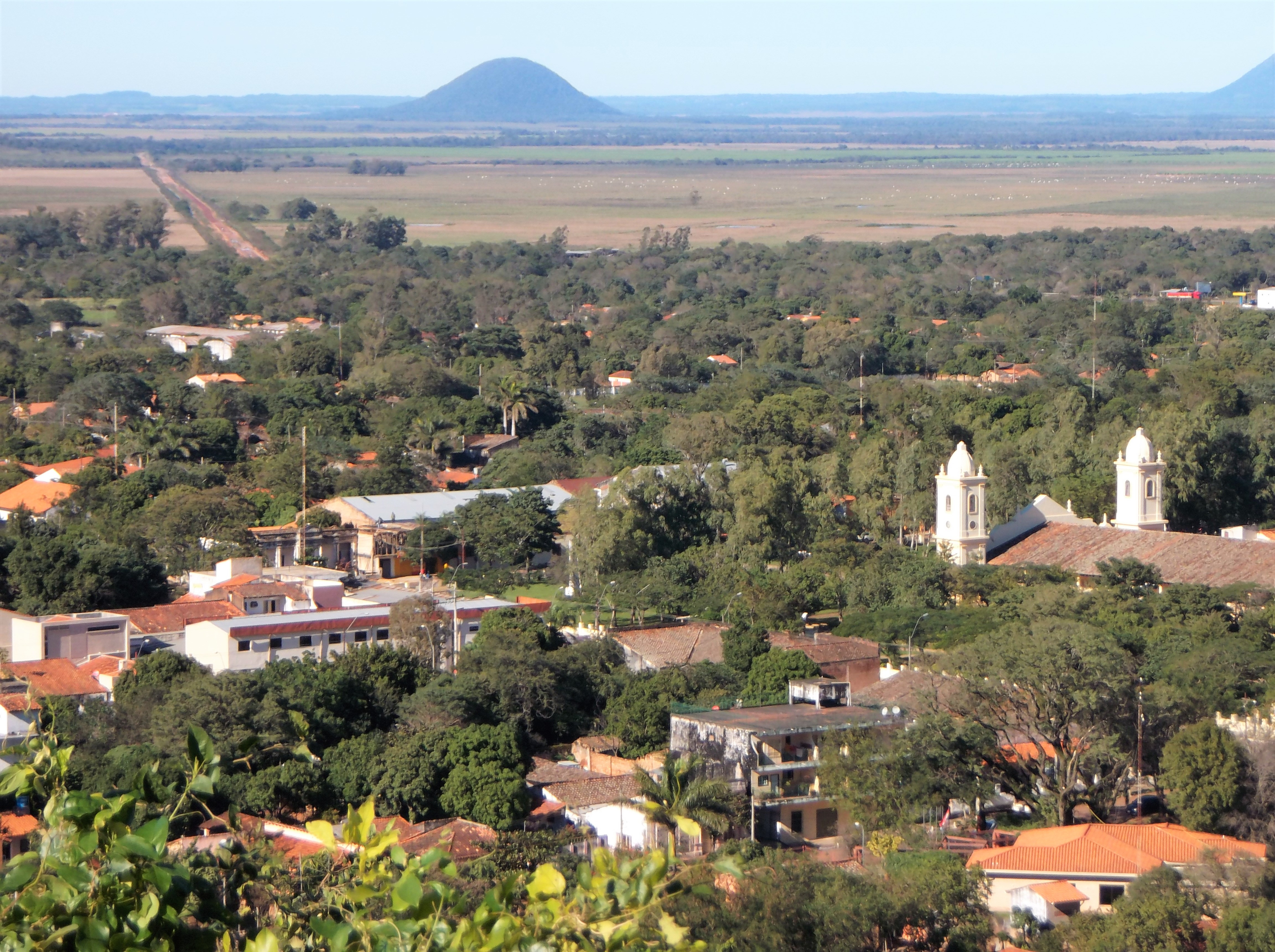
Panorámica de la ciudad de Paraguarí desde el cerro Peró.

| 1  | Villa Militar       | 19 | María del Camen    |
| 2  | San Miguel          | 20 | Arazá Poty         |
| 3  | Estación            | 21 | Ciudad Nueva       |
| 4  | Santa Catalina      | 22 | Piscina            |
| 5  | Sub Marino          | 23 | Centro             |
| 6  | Pa'i Gómez          | 24 | San Blas II        |
| 7  | Nacional            | 25 | Fátima             |
| 8  | Santo Tomás         | 26 | Costa Primera      |
| 9  | San Francisco       | 27 | Costa Segunda      |
| 10 | La Negrita          | 28 | Cerro León         |
| 11 | Virgen de Guadalupe | 29 | Mbatoví            |
| 12 | Alborada            | 30 | Virgen del Rosario |
| 13 | Santo Domingo       | 31 | Santo Tomás        |
| 14 | Las Palmeras        | 32 | Soto Rugua         |
| 15 | Virgen de Caacupé   | 33 | Estancia Alfonso   |
| 16 | San Blas I          | 34 | Agromonte          |
| 17 | Calle               | 35 | Ramal a Carapeguá  |
| 18 | Los Guayabos        | 36 | Ñuatí              |

## Economía
La expansión agropecuaria de la zona, y una importante red vial, posibilita que Paraguarí sea el centro de abastecimiento de Asunción. Es un centro comercial de venta de los productos agrícolas de sus pobladores. También es un importante centro de enseñanza de la región. Existen canteras donde se explotan granito y caolín.

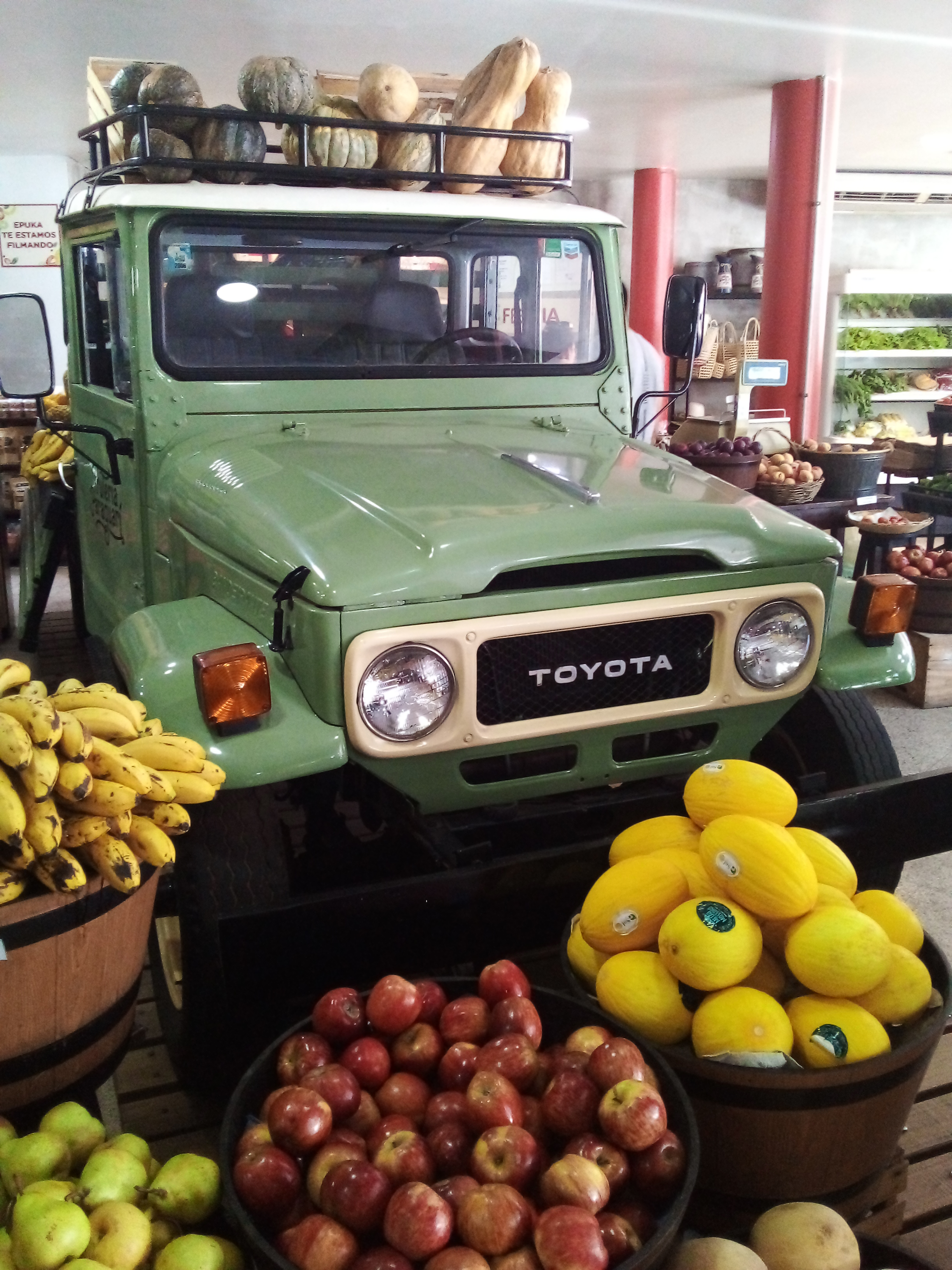
Camioneta Toyota Bandeirante de 1982, expuesta en la Frutería Paraguarí, sobre la Ruta PY01.

## Turismo
Para llegar hasta aquí puede tomar ómnibus interurbano en la Terminal de Ómnibus de Asunción, o en la Avda. Eusebio Ayala, donde cada 15 minutos pasará una línea que conduce a Paraguarí.
Viniendo de hacia el este por la Ruta PY02, para llegar a Paraguarí, hay que tomar la ruta "Rogelio Benítez", 7 km luego de pasar el desvío a Eusebio Ayala.
Las fruterías de la ciudad son muy concurridas, están ubicadas a un lado de la Ruta PY01. En las fiestas patronales de Santo Tomas, se realizan corridas de toros, “toro moñaro”, además de la procesión en la que participa toda la ciudad.
La ruta que une Paraguarí con Piribebuy es una de las más bonitas del país, porque la misma va enhebrando con una delgada línea, diversos sitios turísticos, que conjugan un paisaje de cerros y arroyos únicos a pocos km de Asunción. 

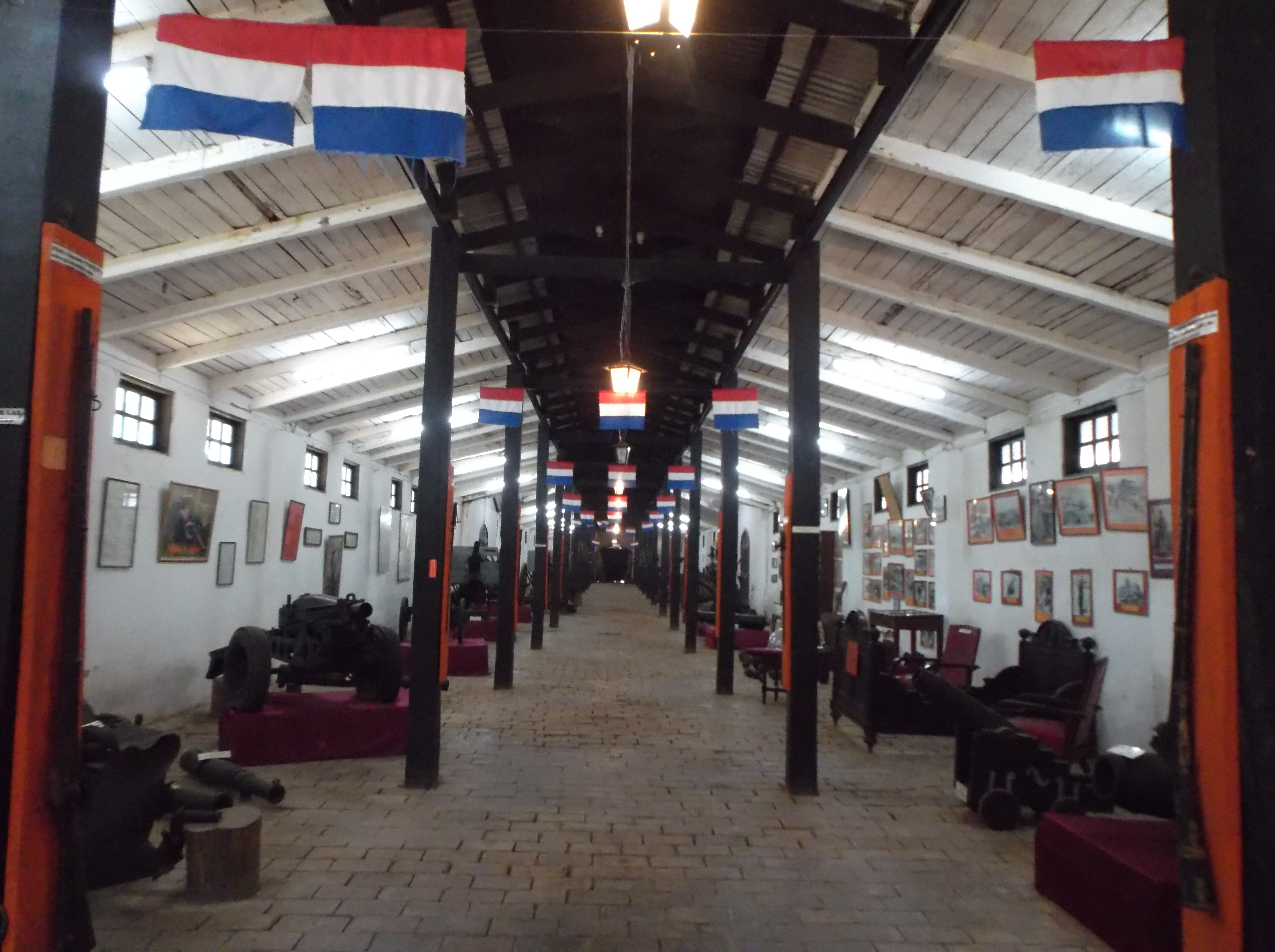
Interior del Museo del Comando de Artillería "Gral. Enrique Duarte Alder" (Paraguarí).

Paraguarí es reconocida por ser la capital nacional del deporte extremo y eco aventura, ya que es la única ciudad en el país donde se desarrollan campeonatos de longboard (downhill y freeride), street sled (deporte autóctono de Brasil), Luge (Classic, street), drift trike, entre otros. También cuenta con diversas atracciones anuales de ciclismo de montaña, rapel, senderismo, saltos de ala delta y parapente. 
Uno de ellos constituye la reserva Mbatoví, situada a 72 km de Asunción sobre la ruta que une las Rutas PY-01 y PY-02, los paradores de Chololó, Pinamar, Piraretá y otros.
El Museo "Gral. Enrique Duarte Alder" está ubicada en la ciudad, ya que es sede del Comando de Artillería del Ejército, donde se exhiben cañones y otras armas históricas, trofeos, fotografías y documentos.
El barrio que testimonia la existencia de esclavos negros en las Misiones, el Barrio Kambá Kokué. La estación del tren de la ciudad, es una de las más antiguas de América. La iglesia y varias casonas antiguas llaman poderosamente la atención de los turistas.